# Totolac
Totolac è una municipalità dello stato di Tlaxcala, nel Messico centrale; il capoluogo è la città di San Juan Totolac.
La municipalità conta 20.625 abitanti (2010) e ha un'estensione di 13,89 km².